# CAC Palma
El CAC Palma, també conegut com a Centre d’Art i Creació de Palma i antigament com a CAC Ses Voltes, és un centre cultural ubicat a Palma, ubicat al Parc de la Mar prop de la Catedral, a les muralles més modernes de la ciutat.

## Història
Es tracta d'un espai construït entre 1771 i 1801. L'edifici va passar a formar part de l'Ajuntament el 1985. L'espai artístic es va inaugurar l'estiu de 2013, amb el nom de CAC Ses Voltes. Entre 2013 i 2019 es van organitzar activitats culturals, fins que el 2019 es va cedir el seu espai al Museu Marítim de Mallorca, gestionat pel Consell de Mallorca. El centre va romandre tancat 3 anys, fins que el febrer de 2022 es va fer públic que el Centre s'ubicaria temporalment en un altre espai de Ses Voltes, a l'espera de la remodelació de l'antiga presó. Situat a pocs metres d'on tenia la seu antigament, actualment ocupa l'espai d'un antic teatre i taller de gravat. L'agost de 2022 l'Associació d'Artistes Visuals de les Illes Balears (AAVIB) va guanyar el concurs de gestió del centre, que disposa de dos estudis per a fer residències artístiques, així com espais per dur a terme activitats i espai d'oficina. Finalment, va obrir les portes de nou l'octubre del 2022 amb una primera exposició de videoart titulada Palma Translocal Screening. El seu primer director d'aquesta nova fase pilot fou Marcos Vidal, director de l'Espai Sant Marc de Sineu.
S'espera que el projecte es traslladi a l'antiga presó de la ciutat, un cop es facin unes obres de remodelació.